# Авторитет
Авторите́т (нім. Autorität, від лат. auctoritas — «влада», «вплив») — загальновизнана довіра, пошана, а також особа, яка користується такою пошаною, є впливовою та заслуговує повної довіри.

## Загальний опис
В українській мові слово авторитет має зовсім інше значення, ніж англійське authority — влада. В англійській мові збереглося початкове значення латинського слова auctoritas.
Авторитет є характеристикою особи, організації, теорії, джерела інформації тощо. Поняття авторитету пов'язане з поняттям віри. Думки, оцінки, рішення авторитетного суб'єкта не викликають заперечень і сприймаються як істина. В цьому сенсі авторитет є найважливішим джерелом знань для будь-якої людини. Людина впродовж свого життя не має можливості перевірити на власному досвіді всі твердження, які вона отримує з книг та інших джерел інформації. Тому більшість її знань обґрунтовані посиланнями на авторитет. Таким чином, авторитет виступає практичним критерієм істини.
Релігія приписує авторитету священних текстів статус абсолютного критерія істини, оскільки вважається, що священні тексти написані пророками через одкровення.
Деонтичний авторитет — авторитет вищої за рангом особи, начальника, епістемістичний авторитет — авторитет знавця, фахівця.

## Авторитет Вікіпедії
Рефлексуючи, постає питання про те, наскільки авторитетними є твердження, написані про авторитет на цій сторінці. Вікіпедія не позиціонує себе авторитетним джерелом сама по собі, а лише авторитетним через посилання на інші авторитетні джерела.